# Pseudoluperus decipiens
Pseudoluperus decipiens es una especie de insecto coleóptero de la familia Chrysomelidae. Fue descrita científicamente en 1893 por George Henry Horn.